# Melalgus subdepressus
Melalgus subdepressus är en skalbaggsart som först beskrevs av Pierre Lesne 1897.  Melalgus subdepressus ingår i släktet Melalgus och familjen kapuschongbaggar. Inga underarter finns listade i Catalogue of Life.